# Johannes Flintoe

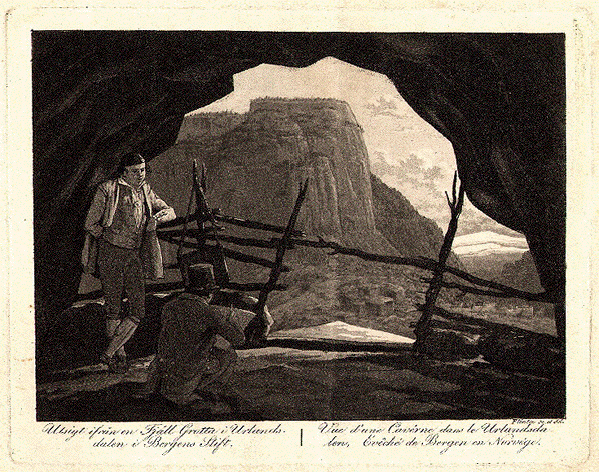
Reproduktion av Johannes Flintoes Utsikt från en Fjäll-Grotta i Urlandsdalen i Bergens Stift före 1830. Det är Flintö själv som sitter på huk och tecknar utsikten över Aurlandsdalen.

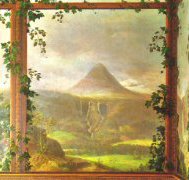
Parti av Johannes Flintös illusionsmålningar med naturmotiv i Fågelrummet på slottet i Oslo. Målad 1841.

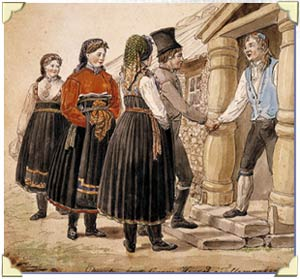
Folkdräkter från Gran i Telemark är ett exempel på Flintös dräktstudier under hans många resor i norska bygder.

Johannes Flintö, född 1787 i Köpenhamn, död 27 januari 1870 i Köpenhamn, var en dansk-norsk konstnär. Han är mest känd för sina landskapsmålningar, bland annat i Fågelrummet på slottet i Oslo (1839–1841) och för sina dräktstudier. 
Det är osäkert om Flintö föddes 1786 eller 1787. Han studerade vid Konstakademin i Köpenhamn till 1802 och kom till Oslo 1811. Han var lärare vid Tecknarskolan från 1819 till 1851 varefter han återvände till Köpenhamn. 
I norsk konsthistoria representerar Flintö övergången från 1700-talets prospekter, de tidiga landskapsmålarna, till nationalromantiken som hade sina glansdagar mot slutet av hans karriär. Han var själv lärare till flera ledande nationalromantiska konstnärer - Johan Fredrik Eckersberg, Hans Fredrik Gude och Hans Hansen. Från 1819 till 1825 reste han genom stora delar av Norge både i Sogn, Telemark (bland annat i Rjukan), Hardanger, Valdres och Tröndelag. På sina resor målade han både landskap och flera dräktstudier med högt kulturhistoriskt värde. Flintoe är representerad vid bland annat Göteborgs konstmuseum.